# 名古屋市立大学护理短期大学部
名古屋立大学护理短期大学部（日语：／ Nagoya Shiritsu Daigaku Kango  Tanki Daigakubu *）是过去一所位于日本爱知县名古屋市瑞穗区的公立短期大学。

## 概要

### 简介
- 学校最早可以追溯到1931年。短期大学为于1988年开办[1]、由名古屋市经营。招生到于1998年、停办于2002年[2]。招収只女学生从开办。

### 历史
- 1988年 名古屋市立大学护理短期大学部成立并同时设置一个学科即护理学科[1]。
- 1991年 助产学专攻成立于专科[1]。
- 1998年 招生最后、次年停止招生（正式停办于2002年3月29日[2]）。

## 学校环境
- 校区：在了爱知县名古屋市瑞穗区[注 1]

## 历任校长
- 蜂须贺养悦：第一代短期大学校长[3]。

## 组织

### 学科
- 护理学科

### 专科
| - 助产学专攻 |

### 业余课程
| - 没有 |

## 相关链接
- 日本短期大学列表
- 名古屋市立大学：后来校